# Dor Bādām
Dor Bādām (persiska: در بادام) är en ort i Iran.   Den ligger i provinsen Khorasan, i den nordöstra delen av landet, 700 km öster om huvudstaden Teheran. Dor Bādām ligger 1 540 meter över havet och antalet invånare är 286.
Terrängen runt Dor Bādām är huvudsakligen kuperad. Dor Bādām ligger nere i en dal. Runt Dor Bādām är det ganska glesbefolkat, med 38 invånare per kvadratkilometer. Närmaste större samhälle är Esfejīr, 18,0 km sydväst om Dor Bādām. Trakten runt Dor Bādām består i huvudsak av gräsmarker.